# Anne Deckers
Anne Deckers (België, ?) is een Belgisch freelance schrijfster historica, en stripauteur. 
Deckers studeerde onder meer kunstgeschiedenis en letteren.
Zij was organisator van evenementen in de politiek, totdat ze freelance schrijfster en proeflezer werd.
Deckers schreef een aantal van de historische teksten voor de educatieve reeksen De reizen van Loïs en De reizen van Alex, te weten in Portugal (2010), Orange Vaison-La-Romaine (2011), Babylon - Mesopotamië (2013).